# Макаров, Александр Калистратович
Александр Калистратович Макаров — ректор Иркутского государственного медицинского института (1985—1990), доктор медицинских наук, профессор.

## Биография
Родился в 1937 году в городе Куйбышев.
В 1968 году окончил Казахский медицинский институт (г. Алма-Ата).
С 1966 Макаров работал ассистентом и доцентом кафедры анатомии человека Горьковского медицинского института.
В 1979 году защитил докторскую диссертацию на тему: «Изменчивость соединительнотканного комплекса почки».
В 1985 году назначен ректором Иркутского государственного медицинского института.
С 1986 — зав. кафедрой анатомии человека Иркутского государственного медицинского института.
С 1990 был профессором Ставропольского медицинского института.
Скончался в 1998 году в Ставрополе.